# Казни польских офицеров в Харькове
С 5 апреля по 12 мая 1940 года по решению особой тройки в подвале управления НКВД СССР по Харьковской области были расстреляны свыше 3820 военнопленных генералов и офицеров Войска Польского. Тела убитых были вывезены в лесопарк вблизи района Пятихатки.

## Предыстория
23 августа 1939 года министр иностранных дел Германии фон Риббентроп и народный комиссар иностранных дел СССР Молотов подписали Договор о ненападении между Германией и Советским Союзом, а также секретный протокол к нему, второй пункт которого определял сферы влияния в Польше. В соответствии с этим протоколом, 1 сентября 1939 года Германия напала на Польшу. 17 сентября 1939 года Красная Армия напала на Польшу с целью занять территории Западной Украины и Западной Белоруссии, находившиеся на тот момент в составе Польши по Рижскому мирному договору 1921 года.
В результате военных действий к началу ноября 1939 года в плен попало около 240 тысяч польских военнослужащих. Большинство из них были вскоре отпущены или переданы германским властям, однако около 39 тысяч удерживались в советских лагерях военнопленных. Часть из них руководство НКВД СССР разместило в Козельском, Старобельском и Осташковском лагерях НКВД для военнопленных.

## Организаторы и исполнители
Анализируя состояние дел в Козельском, Старобельском и Осташковском лагерях НКВД для военнопленных поляков, Лаврентий Берия обращается к Сталину с предложением:
 «Дела о находящихся в лагерях военнопленных — 14,700 человек бывших польских офицеров, чиновников, помещиков, полицейских, разведчиков, жандармов, осадников и тюремщиков, а также дела об арестованных и находящихся в тюрьмах западных областей Украины и Белоруссии в количестве 11,000 человек членов различных к-р шпионских и диверсионных организаций, бывших помещиков, фабрикантов, бывших польских офицеров, чиновников и перебежчиков — рассмотреть в особом порядке, с применением к ним высшей меры наказания — расстрела.»
5 марта 1940 года Политбюро ЦК ВКП(б) под руководством Сталина И. В. принимает решение:
 «Дела бывших польских офицеров рассмотреть в особом порядке, с применением к ним высшей меры наказания — расстрела. Рассмотрение дела провести без вызова арестованных и без предъявления обвинения, постановления об окончании следствия и обвинительного заключения. … Рассмотрение дел и вынесение решения возложить на тройку, в составе т.т. Меркулова, Кобулова и Баштакова (начальник 1-го спецотдела НКВД СССР).»
В соответствии с приказом НКВД СССР № 00350 от 22 марта 1940 года «О разгрузке тюрем НКВД УССР и БССР», пленных польских офицеров из Старобельского лагеря направили в распоряжение УНКВД СССР по Харьковской области.
Доставкой военнопленных польской армии в Харьков руководил начальник ГТУ НКВД СССР Мильштейн C.P.. Путь заключенных состоял из трех этапов:
- Спецлагерь НКВД в Старобельске — железнодорожная станция Харьков-Сортировочная;
- Железнодорожная станция Харьков-Сортировочная — областное управление НКВД СССР по Харьковской области. От вокзала пленных в специально оборудованных машинах доставляли в подвалы областного управления НКВД, где производились расстрелы;
- Из подвалов НКВД трупы казненных отвозили к месту захоронения — 6 квартал лесопарка города Харькова.

Согласно исследованию украинского историка С. М. Заворотнова массовые расстрелы польских офицеров в подвалах Харьковского УНКВД начались 5 апреля 1940 года. В этот день были расстрелы — 195 человек;
- 6 апреля — расстреляно 200 человек;
- 7 апреля — расстреляно 195 человек;
- 8 апреля — расстреляно 170 человек;
- 9 апреля — расстреляно 163 человека;
- «Рекордными» днями были 16, 17 и 24 апреля — в эти дни расстреляли по 260 человек[6].

Технология расстрелов была следующая:
 Из камер, где находились привезённые польские офицеры, их выводили по одному человеку и вели в отдельную комнату. Там сверяли все анкетные данные, фамилию, имя, отчество и год рождения. После этой процедуры на обречённого надевали наручники и вели в специально оборудованную камеру для расстрела. Заводили офицера в камеру и производили выстрел из пистолета ему в затылок. После расстрелов трупы поляков грузились в грузовой автомобиль и отправлялись в лесопарк, в указанное мною место захоронений. Трупы поляков складывались в большие ямы, которых было две или три. Трупы посыпались порошком белого цвета. Надо сказать, что все действия по расстрелу поляков и их захоронению контролировались представителями из Москвы.
20 августа 1990 года прокуратурой Харьковской области было возбуждено уголовное дело в отношении бывших работников НКВД СССР, которые являлись непосредственными организаторами и исполнителями массовых расстрелов польских офицеров — Берии, Меркулова, Мильштейна, Бережкова, а также непосредственных исполнителей — начальника управления НКВД СССР по Харьковской области Сафонова П. С. и комендантов УНКВД СССР по Харьковской области Зелёного, Куприна и других лиц. В расстрелах принимали личное участие начальник УНКВД СССР по Харьковской области майор госбезопасности Сафонов П. С., его заместитель капитан Тихонов П. Н. и комендант УНКВД старший лейтенант Куприн Т. Ф.
В ходе следствия было установлено, что в подвалах Харьковского УНКВД СССР было расстреляно 8 генералов, 55 полковников, 136 подполковников, 516 майоров, 843 капитана, много младших офицеров, 9 ксендзов, 5 крупных государственных чиновников и других лиц общей численностью 3820 человек.

## Случайные раскопки и реакция советских властей
В 2009 году Службой безопасности Украины были рассекречены документы УКБ СССР, посвящённые случайным раскопкам могил школьниками в 1969 году. В них делается вывод: «Установлено, что в указанном месте в 1940 году УНКВД по Харьковской области было захоронено значительное количество (несколько тысяч) расстрелянных офицеров и генералов буржуазной Польши, останки которых и обнаружены детьми при случайных обстоятельствах.» Предлагаемые КГБ УССР мероприятия были следующими: «Считаем целесообразным разъяснить населению в окружении, что в период оккупации немцами Харькова карательные органы Германии в указанном месте производили захоронения без почестей расстрелянных за дезертирство и другие преступления солдат и офицеров немецкой и союзных с ними армий. Одновременно в этом же месте захоронены немцами умирающие от различных опасных инфекционных заболеваний (тиф, холера, сифилитики и т. п.), а поэтому указанное захоронение должно быть признано органами здравоохранения опасным для посещения».

## Награды
За выполнение решения Политбюро ЦК ВКП(б) о расстреле польских офицеров были представлены к государственным наградам:
- Кобулов Б. З., член «тройки», награждён орденом «Красное Знамя»;
- Меркулов В. Н., член «тройки», награждён орденом Ленина;
- Баштаков Л. Ф., член «тройки», награждён орденом «Красная Звезда»;
- Чернышов В. В. награждён орденом «Красная Звезда»;
- Сопруненко П. К. награждён орденом «Знак Почёта»[10];
- Мильштейн В. Н. награждён орденом «Красное Знамя»;
- Сафонов П. С., начальник УНКВД СССР по Харьковской области, награждён орденом «Красная Звезда»[11].

## Мемориальный комплекс польским офицерам в Харькове
Раскопки в шестом квартале лесопарка города Харькова начались 25 июля 1991 года и велись с перерывами до 1996 года. В ходе эксгумации были обнаружены останки 4302 польских военнослужащих, множество документов, большое количество наград, знаков отличия, личных жетонов, на основании которых были установлены фамилии 3820 военнослужащих Войска Польского.
«Мы с самого начала не думаем ни о какой вендетте, ни о возможности возмещения ущерба за смерть близких. Единственная ценность, которая может стать противовесом нашего страдания, это понимание нас, понимание нашей потребности выяснить трагические тайны и осудить зло, причиненное 64 года назад». Эва Грунер — Жарнох, Варшава.
17 июня 2000 года на месте массовых захоронений был сооружён Мемориальный комплекс, где установлены таблички с фамилиями каждого казнённого польского офицера. Здесь также похоронен отец известного польского режиссёра Анджея Вайды, которого вместе с другими польскими офицерами расстреляли в Харькове в 1940 году.
 Я дал себе слово, что приеду в Харьков на могилу отца, только когда сниму фильм «Катынь». Я очень долго шел к этому — к посещению могилы моего отца, но я понимал, что пока я не сделаю фильма о «Катыни», я просто не могу сюда приехать. Мне очень нравится это кладбище, очень красивое, очень благородное. И мне нравится, что там помнят обо всех похороненных, не только об офицерах. Честно признаться, я не думал, что мы вообще доживем до момента, когда станет возможно сделать такой фильм. Вплоть до 1989 года, когда Горбачёв привез известные документы с подписью Сталина о том, что надо ликвидировать этих поляков, и стояла дата — «5 марта 1940»
В Харькове, на перекрёстке улиц Совнаркомовской и Чернышевского, где в своё время было расположено областное управление НКВД и производились расстрелы, открыта мемориальная доска.

Мемориальный комплекс, посвящённый памяти польских офицеров, расстрелянных сотрудниками НКВД СССР в Харькове50°04′50″ с. ш. 36°15′45″ в. д.HGЯO
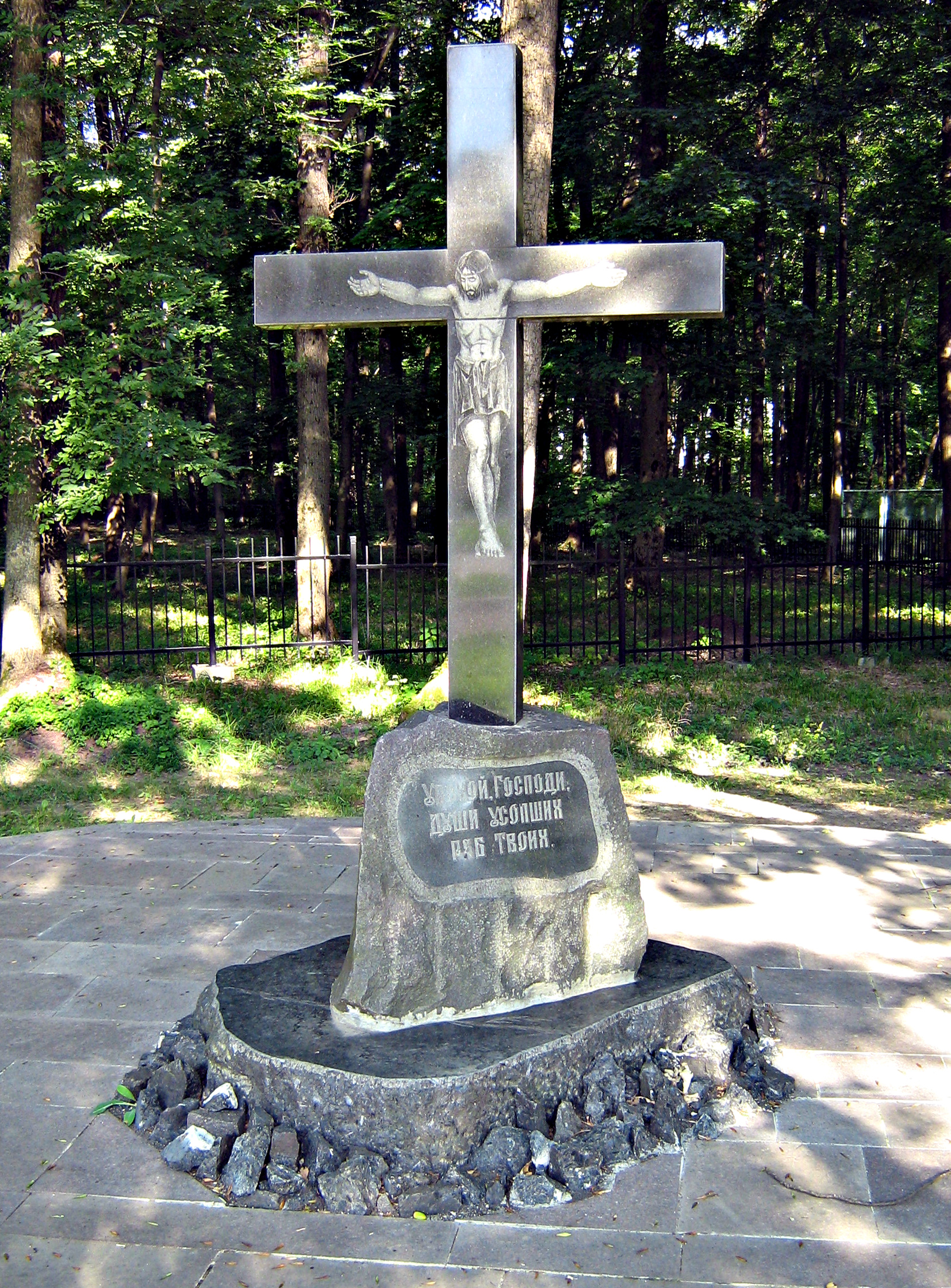
У входа в мемориал
Стена памяти с фамилиями всех польских офицеров, расстрелянных в Харькове
Индивидуальная табличка памяти расстрелянного офицера
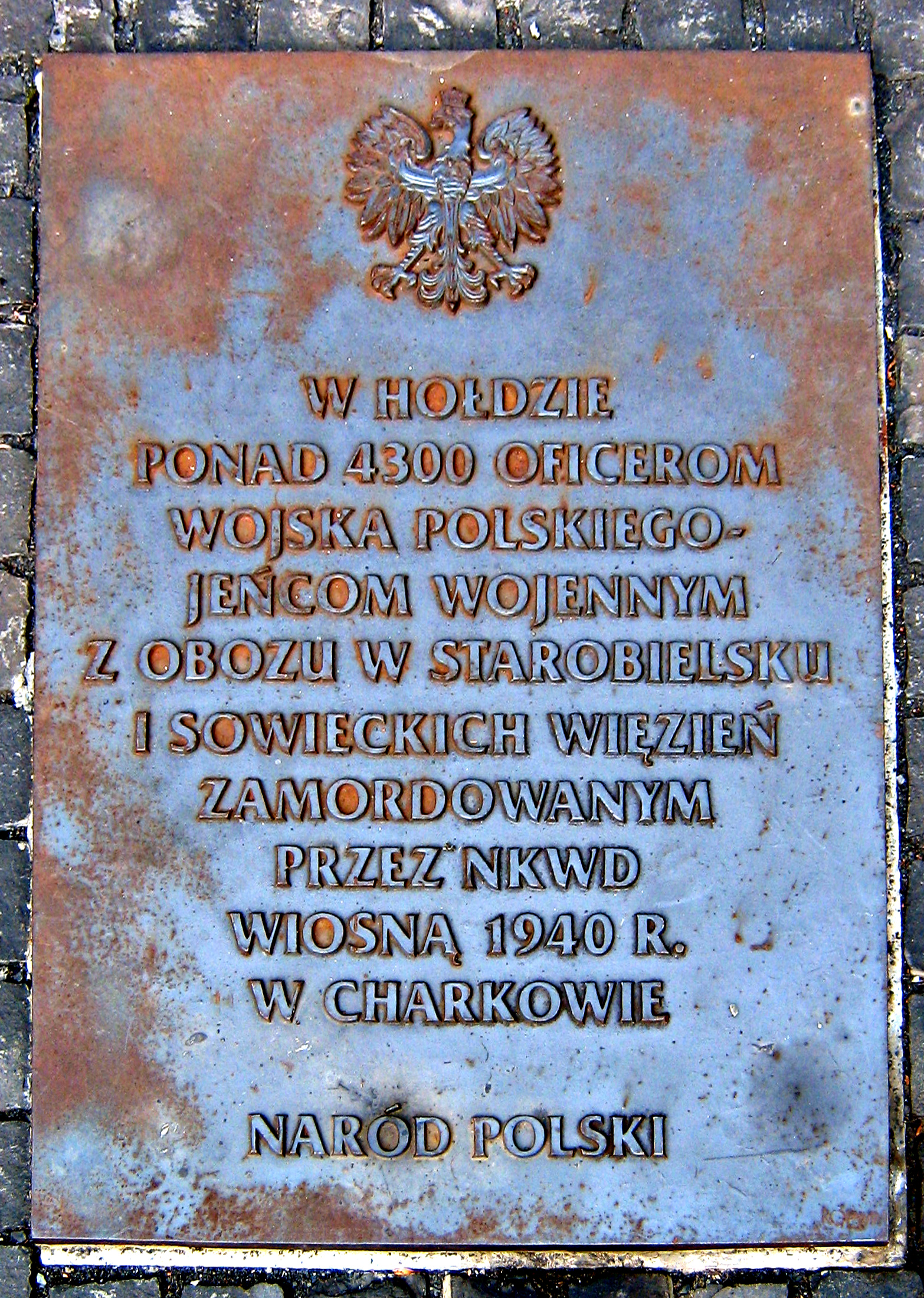
Плита — свидетельство о расстрелах польских офицеров